# Neak Pean
Neak Pean (kmerski za "Upletene zmije") je maleni kmerski budistički hram, smješten na okruglom otoku u barayu (vještačkom bazenu) većeg hrama Preah Khan u Angkoru, Kambodža. Izgradio ga je kralj Jayavarman VII. u 12. stoljeću kao "Mebon" (hram-otok), a ime je dobio po skulpturama zmija (nāga) koje se pružaju oko baze hrama.
Neki znanstvenici vjeruju kako hram predstavlja Anavataptu, mitsko jezero u Himalajama čije vode liječe sve bolesti. Naime, hram je izvorno izgrađen kao jedno od mnogih liječilišta koje je izgradio Jayavarman VII. Njegov tlocrt se temelji na starom hinduističkom vjerovanju u snagu ravnoteže, naime njegova četiri vanjska kvadratična bazena koji su spojeni sa središnjim predstavljaju četiri elementa: vodu, zemlju, vatru i vjetar. Bolesnik se trebao okupati u sva četiri bazena kako bi se uravnotežili elementi u njemu i tako izliječile bolesti. Središnje jezero, u kojemu je hram, je bilo i mjesto izvora vode. Kako bi se spriječilo potapljanje bolesnika, na hramu se nalazi skulptura bodisatve Guanyina koji se pretvorio u konja.
Od 1992. godine, Neak Pean je, kao dio Angkora, na popisu svjetske baštine UNESCO-a.
- Tlocrt hrama
- Put do hrama
- Bazen
- Konj Balaha (Guanyin)
- Jedna od skulptura hrama